# Isabelle Gélinas
Pour les articles homonymes, voir Gélinas.
 (septembre 2016).
Si vous disposez d'ouvrages ou d'articles de référence ou si vous connaissez des sites web de qualité traitant du thème abordé ici, merci de compléter l'article en donnant les références utiles à sa vérifiabilité et en les liant à la section « Notes et références ».
Isabelle Gélinas est une actrice franco-canadienne, née le 13 octobre 1963 à Montréal.
Elle est notamment connue du grand public pour son rôle dans la série Fais pas ci, fais pas ça.
Elle a remporté un Molière en 2014 pour sa performance dans la pièce Le Père.

## Biographie

### Jeunesse et débuts
Elle est la fille d'un architecte québécois et d'une Française, restauratrice de tableaux. Après un baccalauréat littéraire, c'est au Cours Florent qu'Isabelle Gélinas commence sa formation de comédienne, avant d'intégrer le Conservatoire national supérieur d'art dramatique (promotion 1985) où elle est l'élève de Pierre Vial, Daniel Mesguich, mais aussi et surtout, Michel Bouquet. 
Ses premiers pas dans le métier ne se font toutefois pas sans difficulté. Jugée « trop jeune », ou au contraire, « trop mature » et « pas assez moderne », elle peine à se faire une place dans le milieu. Son insistance aura néanmoins raison des réticences de ses pairs. La première partie de sa carrière (1982-1986) se passe alors au théâtre : elle y interprète un répertoire classique, notamment plusieurs pièces de Molière sous la direction de Jean Davy.

### Progression au cinéma
En 1986, sa participation au court-métrage d'Yves Thomas, Triple sec, où elle côtoie Suzanne Flon et André Dussollier, lui ouvre les portes du cinéma. L'année 1988 marque ainsi le véritable tournant de sa carrière, et offre un bon aperçu de l'étendue de ses potentialités dramatiques et de son ouverture aux différentes scènes. En effet, tout en restant fidèle au théâtre (La Double Inconstance de Marivaux), elle est au cinéma à l'affiche de Suivez cet avion (comédie) aux côtés de Lambert Wilson puis de Chouans ! (drame) avec Philippe Noiret, en même temps qu'elle entame un parcours à la télévision en figurant au générique de plusieurs téléfilms, pour la plupart réalisés par Caroline Huppert. Dès lors, les années 1990 voient les propositions affluer et installent Isabelle Gélinas sur ces trois tableaux. Au cinéma, on la retrouve dans les drames Mado poste restante (1989), Louis, enfant roi (1992), Drôles d'oiseaux (1993) et les comédies À l'heure où les grands fauves vont boire (1993) et Regarde-moi quand je te quitte (1993). 
Dans la seconde moitié de la décennie, elle participera à deux films à grand succès, quoique dans des rôles secondaires : Didier (1997) avec Jean-Pierre Bacri et Alain Chabat et Paparazzi (1998) avec Vincent Lindon et Patrick Timsit. Au petit-écran, elle joue dans des téléfilms de registres différents, dont Moi, Général de Gaulle (1990), J'ai deux amours (1996) ou Chaos technique (1997). Quant au théâtre, si son passage devant la caméra l'aura amenée à le mettre un temps entre parenthèses, elle y revient dès 1993 dans Les Libertins avant de retourner à des textes classiques : Le Marchand de Venise (1994-1995) et Le Triomphe de l'amour (1996-1997). 
Dans les années 2000, Isabelle Gélinas poursuit ce triple parcours, en confirmant son inscription dans le genre humoristique. Discrète au cinéma, elle est à l'affiche de quelques comédies aux fortunes diverses : Les gens en maillot de bain ne sont pas (forcément) superficiels (2001), Ne quittez pas (2003), Cherche fiancé tous frais payés (2005) et Ça se soigne ? (2008). C'est en fait à la télévision et au théâtre qu'elle se consacre ces dernières années et rencontre des succès plus éclatants.

### Révélation télévisuelle et consécration au théâtre
Pour la télévision, elle tourne de nombreuses fictions, notamment Le Piège du Père Noël (2005), la trilogie des Inséparables (2005-2006) aux côtés de Michel Boujenah, mais aussi Frappes interdites (2005) et Passés troubles (2006), doublement récompensé au Festival de Luchon. Surtout, elle s'essaye à un nouveau format en participant à des séries récurrentes : après une apparition dans Les Cordier, juge et flic - épisode no 60 (2004), elle décroche l'un des quatre rôles principaux dans la série humoristique Fais pas ci, fais pas ça, pour France 2. Elle y campe Valérie Bouley, une mère de famille recomposée qui, avec son mari Denis (Bruno Salomone), privilégie, non sans maladresses ni angoisses, une éducation libérale pour leurs enfants, opposés en cela au couple Lepic. Cette prestation lui vaut d'être distinguée meilleure actrice comique au Festival de télévision de Monte-Carlo en juin 2008. Le programme s'impose rapidement comme un succès d'audiences, et connaît neuf saisons, jusqu'en 2017.
Cette visibilité lui permet de revenir au cinéma, dans des projets plus exposés : en 2010, elle fait partie de la distribution du film historique La Rafle, puis en 2015, elle évolue aux côtés de Daniel Auteuil, Gérard Jugnot, François Berléand et Zabou Breitman dans la comédie dramatique Entre amis, septième film d'Olivier Baroux en tant que réalisateur. La même année, elle est à l'affiche de La Vie très privée de Monsieur Sim, le quatrième long-métrage de Michel Leclerc, qui a co-supervisé l'écriture et la réalisation de la septième saison de Fais pas ci, fais pas ça.
Entre deux tournages, la comédienne se consacre aux planches : elle sert ainsi des pièces largement saluées par la critique[réf. nécessaire],, en incarnant avec brio des personnages très différents les uns des autres. Citons, à côté du classique Richard III (2005), les pièces contemporaines L'amour est enfant de salaud (2003) — donné 280 fois — et Le Jardin (2006-2008), pour lesquelles elle a été nommée aux Molières 2004 et 2007 de la comédienne.
Fin 2017, elle fait son retour à la télévision, sur France 2, dans un rôle régulier, en incarnant l'héroïne de la série policière Crimes parfaits. Elle apporte son soutien au réalisateur Roman Polanski en confiant qu'elle « adorerait faire un film avec » lui.

## Filmographie

### Cinéma
- 1986 : Triple sec d'Yves Thomas (court-métrage)
- 1988 : Suivez cet avion de Patrice Ambard : Élisabeth Martini
- 1988 : Chouans ! de Philippe de Broca : Viviane
- 1989 : Mado, poste restante d'Alexandre Adabachyan
- 1992 : Louis, enfant roi de Roger Planchon : la duchesse de Châtillon
- 1992 : Bilan provisoire de Peter Kassovitz
- 1993 : Drôles d'oiseaux de Peter Kassovitz
- 1993 : À l'heure où les grands fauves vont boire de Pierre Jolivet : Elle
- 1993 : Regarde-moi quand je te quitte de Philippe de Broca : Ève
- 1997 : Didier d'Alain Chabat : Maria
- 1998 : Paparazzi d'Alain Berberian : Sandra
- 1999 : Tout baigne ! d'Éric Civanyan : Marine'
- 2000 : Les gens en maillot de bain ne sont pas (forcément) superficiels d'Éric Assous : Laurette
- 2003 : Ne quittez pas ! d'Arthur Joffé : Lucie Mandel
- 2005 : Cherche fiancé tous frais payés d'Aline Issermann : Marie
- 2008 : Ça se soigne ? de Laurent Chouchan : Céline Ladislav
- 2010 : La Rafle de Roselyne Bosch : Hélène Timonier
- 2015 :  La Vie très privée de Monsieur Sim de Michel Leclerc : Caroline
- 2015 : Entre amis d'Olivier Baroux : Carole
- 2022 : Jumeaux mais pas trop d'Olivier Ducray et Wilfried Méance : Patricia Beaulieu

### Télévision
- 1977 : Lorenzaccio de Jean-Paul Carrère (TV et Théâtre)
- 1988 : Catherine de Médicis, le tocsin de la Révolution de Yves-André Hubert
- 1988 : La Chambre d'ami de Caroline Huppert
- 1988 : Une Gare en or massif de Caroline Huppert
- 1988 : Marie-Antoinette, reine d'une seul amour de Caroline Huppert
- 1988 : Les Amoureux du cinéma de Philippe Leguay
- 1989 : The free Frenchman de Jim Goddard
- 1989 : Les Nuits révolutionnaires de Charles Brabant
- 1990 : Moi, Général de Gaulle de Denys Granier-Deferre
- 1990 : La Montagne de diamants de Jeannot Szwarc
- 1993 : Le Gadjo de Didier Grousset
- 1993 : Le Cœur qui tape de Didier Grousset
- 1994 : V'la l'cinéma ou le roman de Charles Pathé de Jacques Rouffio
- 1996 : J'ai deux amours de Caroline Huppert
- 1998 : Chaos technique de Laurent Zerah
- 1998 : Les Parents modèles de Jacques Fansten
- 1999 : Anibal de Pierre Boutron
- 2000 : La Causse d'Aspignac de Rémy Burkel
- 2001 : Pas vu, pas pris de Dominique Tabuteau
- 2003 : Courrier du cœur de Christian Faure
- 2003 : Des kilos en or - Pas vu, pas pris II de Christian François
- 2003 : Qu'elle est belle la quarantaine ! d'Alexis Lecaye
- 2004 : Commissaire Cordier de Bertrand Van Effenterre (épisode 1 : Un Crime parfait)
- 2005 : Frappes interdites de Bertrand Malaterre
- 2005 : Le Piège du Père Noël de Christian Faure
- 2005 : Confession d'un menteur, la nouvelle vie de Romain de Didier Grousset
- 2005 : Les Inséparables d'Élisabeth Rappeneau (épisode Drôles de zèbres)
- 2006 : Passés troubles de Serge Meynard
- 2006 : Les Inséparables d'Élisabeth Rappeneau (épisodes Nouveaux départs et Tout nouveau tout beau)
- 2007-2017 : Fais pas ci, fais pas ça d'Anne Giafferi et Thierry Bizot
- 2007 : Tragédie en direct de Marc Rivière
- 2008 : Almasty, la dernière expédition de Jacques Mitsch
- 2011 : Héloïse et Le romancier Martin de Jérôme Foulon
- 2011 : Accident de parcours de Patrick Volson
- 2012 : La Nuit du réveillon de Serge Meynard
- 2012 : L'Innocent de Pierre Boutron
- 2013 : Paradis amers de Christian Faure
- 2014 : À livre ouvert de Stéphanie Chuat et Véronique Reymond
- 2015 : Au nom des fils de Christian Faure
- 2015 : Accusé de Didier Bivel (épisode L'histoire de Sophie)
- 2015 : Stavisky, l'escroc du siècle de Claude-Michel Rome
- 2017 : Les Bracelets rouges de Nicolas Cuche (saison 1)
- 2017 : Crimes parfaits de Didier Le Pêcheur (épisodes Un bon chanteur est un chanteur mort et Aux innocents, les mains pleines)
- 2017-2018 : Les Chamois de Philippe Lefebvre
- 2018 : Mémoire de sang d'Olivier Guignard
- 2018 : Crimes parfaits de Philippe Bérenger (épisodes Comme un froid entre nous et Au théâtre ce soir)
- 2019 : Crimes parfaits de Philippe Bérenger (épisodes Un mort peut en cacher un autre et C'est la taille qui compte)
- 2020 : Fais pas ci, fais pas ça : Y aura-t-il Noël à Noël ? de Michel Leclerc
- 2020 : Black and White de Moussa Sène Absa : Hélène Favier
- 2020 : Crimes parfaits de Philippe Bérenger (épisodes La messe est dite et La balle est dans ton camp)
- 2021 : La Traque d'Yves Rénier : Monique Fourniret
- 2021 : À mon tour de Frédéric Berthe : Rose de Ponte
- 2022 : Amis d'enfance de Sam Karmann et Serge Khalfon
- 2022 : Crimes parfaits (épisodes Le pied à l’étrier et D’une pierre deux coups)
- 2024 : Les Oubliés du Delta de Leslie Gwinner : commissaire Marianne Prévost
- 2024 : Fais pas ci, fais pas ça : On va marcher sur la Lune d'Alexandre Castagnetti

## Théâtre
- 1977 : Lorenzaccio d'Alfred de Musset, mise en scène Jean-Paul Carrère
- 1982 : L'Impromptu de Bellac de Jean Giraudoux, mise en scène Odile Mallet
- 1982 : L'Impromptu de Versailles de Molière, mise en scène Jean Davy
- 1982 : L'École des maris de Molière, mise en scène Jean Davy
- 1982 : La Dixième de Beethoven de Peter Ustinov, mise en scène Philippe Rondest, théâtre de la Madeleine
- 1983 : Les Femmes savantes de Molière, mise en scène Jean Davy
- 1983 : Les Précieuses ridicules de Molière, mise en scène Jean Davy
- 1984 : Configuration d'une toile vierge expertisée par l'artiste lui-même de Fernand Seltz, mise en scène Jacques Rosner
- 1984 : Sodome et Gomorrhe de Jean Giraudoux, mise en scène Geneviève Brunet
- 1984 : Le Misanthrope de Molière, mise en scène Jean Davy
- 1984 : L'Intervention de Victor Hugo, mise en scène Pierre Vial
- 1986 : Roméo et Juliette de William Shakespeare, mise en scène Daniel Mesguich
- 1986 : Lorenzaccio d'Alfred de Musset, mise en scène Jean-Pierre Bouvier
- 1986 : Un bon patriote de John Osborne, mise en scène Jean-Paul Lucet
- 1987 : La Double Inconstance de Marivaux, mise en scène Bernard Murat
- 1993 : Les Libertins de et mise en scène Roger Planchon
- 1995 : Le Marchand de Venise de William Shakespeare, adaptation Éric-Emmanuel Schmitt, mise en scène de Jean-Luc Tardieu, Maison de la culture de Loire-Atlantique Nantes
- 1996 : Le Triomphe de l'amour de Marivaux, mise en scène Roger Planchon, TNP Villeurbanne
- 1998 : Le Triomphe de l'amour de Marivaux, mise en scène Roger Planchon, TNP, Odéon-théâtre de l'Europe
- 2000 : On ne sait comment de Luigi Pirandello, mise en scène Michel Fagadau
- 2001 : Félicie, la provinciale de Marivaux, mise en scène Roger Planchon, théâtre national populaire|TNP Villeurbanne
- 2001 : Jalousie en trois fax d'Esther Vilar, mise en scène Didier Long, Petit Théâtre de Paris
- 2003 : L'amour est enfant de salaud d'Alan Ayckbourn, mise en scène José Paul, théâtre Tristan-Bernard
- 2005 : Richard III de William Shakespeare, mise en scène Didier Long
- 2006 : Le Jardin de Brigitte Buc, mise en scène Jean Bouchaud, théâtre des Mathurins
- 2009 : L’Illusion conjugale d'Éric Assous, mise en scène Jean-Luc Moreau, théâtre de l'Œuvre
- 2010 : L’Illusion conjugale d'Éric Assous, mise en scène Jean-Luc Moreau, théâtre Tristan-Bernard
- 2011 : L’Illusion conjugale d'Éric Assous, mise en scène Jean-Luc Moreau, théâtre de l'Œuvre
- 2012 - 2013 : Le Père de Florian Zeller, mise en scène de Ladislas Chollat, théâtre Hébertot
- 2014 : Deux hommes tout nus, de Sébastien Thiéry, mise en scène Ladislas Chollat, Théâtre de la Madeleine
- 2015 : Un petit jeu sans conséquence de Jean Dell et Gérald Sibleyras, mise en scène Ladislas Chollat, Théâtre de Paris : Claire
- 2015 : Un avenir radieux de Gérald Sibleyras, mise en scène José Paul, Théâtre de Paris
- 2016 : L'envers du décor de Florian Zeller, mise en scène Daniel Auteuil, Théâtre de Paris
- 2018 : Le Tartuffe de Molière, mise en scène Peter Stein, théâtre de la Porte Saint-Martin
- 2020 : Un Amour de jeunesse de et mise en scène Ivan Calbérac, Théâtre de la Renaissance
- 2020 : Une heure de tranquillité de Florian Zeller, mise en scène Ladislas Chollat, théâtre Antoine (Captation pour France 2)
- 2021 : Le Système Ribadier de Georges Feydeau, mise en scène Ladislas Chollat, théâtre de la Michodière
- 2022 : Les Sœurs Bienaimé de Brigitte Buc, mise en scène Brigitte Buc, Théâtre Antoine
- 2022 : Les Humains de Stephen Karam, mise en scène Ivan Calbérac, théâtre de la Renaissance
- 2025 : Un château de cartes de Hadrien Raccah, mise en scène Serge Postigo, tournée

## Distinctions

### Décorations
- Chevalière de l'ordre des Arts et des Lettres (2023)

### Récompenses
- Festival de télévision de Monte-Carlo 2008 : Nymphe d'or de la meilleure actrice comique pour Fais pas ci, fais pas ça
- Molières 2014 : Meilleure comédienne dans un spectacle de théâtre privé pour Le Père

### Nominations
- César 1990 : Meilleur espoir féminin pour Suivez cet avion
- Molières 2004 : Meilleure comédienne pour L'amour est enfant de salaud
- Molières 2007 : Meilleure comédienne pour Le Jardin
- Molières 2010 : Meilleure comédienne pour L'Illusion conjugale
- Molières 2023 : Molière de la comédienne dans un spectacle de théâtre privé pour Les Humains